# Aikado
Aikado, auch Lebucucu (Lebukuku), ist ein osttimoresischer Ort im Suco Cotolau (Verwaltungsamt Laulara, Gemeinde Aileu).

## Geografie und Einrichtungen
Der Ort Aikado liegt im Süden der Aldeia Lebucucu, in einer Meereshöhe von 1282 m. Durch seinen Süden führt die Überlandstraße von Aileu und Maubisse im Süden und der Landeshauptstadt Dili im Norden. An einer Straße, die nach Norden abzweigt, liegen weitere Häuser des Ortes, darunter die Kapelle von Lebucucu.
300 Meter südwestlich befindet sich der Ort Berleu Ulu, anderthalb Kilometer östlich das Dorf Fatuc-Hun (Suco Talitu). Südlich liegen die Weiler Airea und Beslauna (Suco Aissirimou).